# ソフィーナ
ソフィーナ (SOFINA) は、花王が発売する女性向け化粧品ブランド。ブリュッセルに同名の投資会社があるが無関係である。
花王は1980年代から女性ユーザーを対象とした化粧品事業に着手するようになり、トイレタリー部門と並ぶ主力事業として成長を遂げている。
化粧品発売前の1970年代後半に石鹸の「花王ソフィーナ」が発売されていた。

## 概要
1982年にソフィーナ登場。1994年にソフィーナ オーブ（メイク用品）登場。

## 製品一覧

### SOFINA 乾燥肌のための美容液洗顔シリーズ
2018年10月発売。以前発売されていた「SOFINA beaute（ソフィーナ ボーテ）」のメイク落としと美容液洗顔料、「SOFINA CLEANSE（ソフィーナ クレンズ）」、「ソフィーナ メイク落とし」、「ソフィーナ クッション泡洗顔料」が統合・刷新された洗顔料・メイク落としのシリーズ。
- 乾燥肌のための美容液メイク落とし<クリーム>- 以前発売されていた「ソフィーナ ボーテ クリームメイク落とし」のチューブ入りからジャー入りへ変更、内容量が増量（140g → 200g）された。
- 乾燥肌のための美容液メイク落とし<オイル>- 以前発売されていた「ソフィーナ オイルメイク落とし」から内容量が増量（150ml → 200ml）された。
- 乾燥肌のための美容液メイク落とし<ジェル>- 以前発売されていた「ソフィーナ ボーテ ジェルメイク落とし」及び「ソフィーナ クレンズ ジェルメイク落とし」から内容量が増量（150g → 155g）された。
- 乾燥肌のための美容液メイク落とし<洗顔もできる泡>
- 乾燥肌のための美容液洗顔料<リキッド>
- 乾燥肌のための美容液洗顔料<クッション泡>- 以前発売されていた「ソフィーナ クッション泡洗顔料」同様に、泡立てネットが同梱されている。

### SOFINA iP（ソフィーナ iP）
2015年11月発売。東京都にオープンした花王直営のソフィーナやエストの情報発信拠点「SOFINA Beauty Power Station（ソフィーナ ビューティー パワー ステーション）」で先行発売。その後、百貨店のエストコーナーにも拡大し、2016年9月の「美活パワームース」を皮切りにスーパーやドラッグストアの「ソフィーナコーナー」（一部を除く）でも取り扱われている。
- リニュー スムースウォッシュ - 2021年9月発売。100%炭酸ガスの噴射剤を使用した泡タイプの洗顔料。つけかえ用の「レフィル」も設定されている。
- ポア クリアリング ジェル ウォッシュ - 2022年5月発売。ジェルタイプの洗顔料。週1・2回使用の集中ケア。
- ベースケア エッセンス - 洗顔後に使用する土台美容液。つけかえ用の「レフィル」も設定されている。発売当初は「美活パワームース」の製品名で発売されていたが、2018年9月のリニューアルで改名。同年12月に「レフィル」の2倍量となる180g入りの「レフィルBIGサイズ」を追加。2019年11月に処方調整による使用感向上のリニューアルが行われた。
- インターリンク セラム - 2019年11月発売。化粧水と乳液の機能を両立する「インターリンク処方」を採用した美容液。発売当初はジャー入りの「うるおってやわらかな肌へ」・「うるおって弾むような肌へ」・「うるおって明るい肌へ」の3種類で、つけかえ用「レフィル」も設定れている。2020年2月には「うるおって瑞々しい肌へ」、同年11月に「うるおい続く満ちたりた肌へ」、2021年2月に「毛穴の目立たない澄んだうるおい肌へ」を順次追加発売され、6種類となっている。「うるおって瑞々しい肌へ」は水感テクスチャーの為、容器形状がポンプ式ボトルとなっており、つけかえ用「レフィル」はキャップ付ボトルとなる（「うるおって瑞々しい肌へ」以外のタイプは容器形状がジャーとなり、つけかえ用「レフィル」は密封シールがされた内容器となる）。
- ブライトニング美容液【医薬部外品】 - 2022年3月発売。つけかえ用の「レフィル」も設定されている。
- ブライトニング美容スティック【医薬部外品】 - 2022年3月発売。スティック状美容液。
- UVレジスト（SPF50+/PA++++） - 2020年2月発売。日やけ止め美容液。クリームタイプの「リッチクリーム」と乳液タイプの「スムースミルク」の2種類。
- クロロゲン酸 飲料EX【機能性表示食品】 - 美容飲料（アルミ製ボトル缶入り）。10本単位での販売となる。なお、花王では「ヘルシア」に次いでの飲料発売となり、美容系の飲料は初めてである。2019年11月に発売当初から配合されているコーヒー豆由来クロロゲン酸を機能性表示成分とする機能性表示食品としてリニューアルされ、「クロロゲン酸 美活飲料」から製品名が変更された。
- クロロゲン酸タブレット【機能性表示食品】 - 2021年3月発売。コーヒー豆由来クロロゲン酸を機能性表示成分として含有する粒タイプ。シトラスハーブ味としているため、水なしでかむことも可能。

### SOFINA jenne（ソフィーナ ジェンヌ）
2010年9月発売。主に20代に向けた製品で、従来発売されていた「VERYVERY」・「HADAKA」の代替品でもある。2018年4月に全面リニューアルされた。
- 混合肌のための高保湿化粧水 - 従来の「化粧水」を改良
- 混合肌のための高保湿化粧水<美白>【医薬部外品】
- 混合肌のための高保湿ジェル乳液 - 従来の「ジェル乳液」を改良
- 混合肌のための高保湿ジェル乳液<美白>【医薬部外品】
- 混合肌のための高保湿UV乳液（SPF50+/PA++++） - 従来の「デイプロテクター」を改良
- 混合肌のための高保湿UV乳液<美白>（SPF50+/PA++++）【医薬部外品】
- 混合肌のための高保湿ミスト

### SOFINA beaute（ソフィーナ ボーテ）
2008年1月に発売されたブランド。主に30代から40代に向けた製品で、スキンケア全般を取り扱う。
- 高保湿化粧水 - 2016年9月に「化粧水」をリニューアル。
- 高保湿化粧水<美白>【医薬部外品】 - 2016年9月に「美白化粧水」をリニューアル。
- 高保湿乳液 - 2016年9月に「濃密美容乳液」をリニューアル。内容量を増量（40g→60g）してボトルタイプとなり、つけかえ用を追加した。
- 高保湿乳液<美白>【医薬部外品】 - 2016年9月に「夜の美白濃密乳液」をリニューアル。「高保湿乳液」同様、内容量を増量（40g→60g）してボトルタイプとなり、つけかえ用を追加した。
- 高保湿UV乳液 SPF30 PA++++ - 2016年9月に「UV乳液 SPF30 PA++++」をリニューアル。内容量を減容（32g→30g）し、「しっとり」のみの設定となった。
- 高保湿UV乳液 SPF50+ PA++++ - 2016年9月に「UV乳液 SPF50+ PA++++」をリニューアル。内容量を減容（32ml/32g→30ml/30g）した。
- 高保湿UV乳液<美白>SPF30 PA++++【医薬部外品】 - 2016年9月に「朝の美白乳液 SPF30 PA++++」をリニューアル。内容量を減容（32g→30g）し、「しっとり」のみの設定となった。
- 高保湿UV乳液<美白>SPF50+ PA++++【医薬部外品】 - 2016年9月に「朝の美白乳液 SPF50+ PA++++」をリニューアル。内容量を減容（32ml/32g→30ml/30g）した。
- 浸透高保湿クリーム - 2009年9月発売

### SOFINA GRACE（ソフィーナ グレイス）
主に50代以上に向けたブランド。薬用スキンケアを取り扱う。2016年9月に化粧水、乳液、クリーム、UV乳液がリニューアルに伴って従来の「GRACE SOFINA（グレイスソフィーナ）」からブランド名を変更。その後、「GRACE SOFINA」で発売されていた製品が順次製造終了となったことで、「SOFINA GRACE」へ完全移行された。なお、「GRACE SOFINA」ではベースメイクも発売されていた。
- 高保湿化粧水<美白>- 2016年9月に「薬用 美白化粧水」・「薬用 美白化粧水<濃厚とろみ>」をリニューアル。
- 高保湿乳液<美白>- 2016年9月「薬用 夜の美白乳液」をリニューアル。内容量を増量（40g→60g）してボトルタイプとなり、つけかえ用を追加した。
- 高保湿クリーム<美白>濃厚こく - 2016年9月に「薬用 夜の美白クリーム<濃厚こく>」をリニューアル。内容量を増量した（32g → 40g）。
- 高保湿UV乳液<美白>SPF30 PA++++ - 2016年9月に「薬用 朝の美白乳液 SPF30 PA+++」をリニューアル。PA値を"++++"に向上し、内容量を減容（32g → 30g）。「しっとり」と「とてもしっとり」の2種類となった。
- 高保湿UV乳液<美白> SPF50+ PA++++ - 2016年9月に「薬用 朝の美白乳液 SPF30 PA+++」をリニューアル。PA値を"++++"に向上し、内容量を変更（24ml/32g → 30ml/30g）した。

### ALBLANC（アルブラン）
スキンケアとベースメークで展開する総合ブランド。一部取扱店限定。
- スキンケア
  - クレンジングオイル（メイク落とし） - 2016年5月発売。
  - クレンジングジェル（メイク落とし） - 2016年5月に従来の「薬用クレンジングジェル」をリニューアルして化粧品規格となり、価格と内容量を変更した（150g/本体価格3,500円 → 120g/本体価格2,800円）
  - クレンジングエッセンスクリーム（メイク落とし） - 2018年5月に従来の「薬用クレンジングクリーム」をリニューアルして化粧品規格となり、内容量が増量（200g → 220g）された。
  - ウォッシングリキッド（洗顔料） - 2016年5月発売。
  - ウォッシングソープ（洗顔石鹸）
  - 薬用ファーストエッセンス【医薬部外品】（美白美容液） - 2020年5月発売。レフィル（つけかえ用）も設定されている。
  - ザ ローション【医薬部外品】（化粧水） - 2021年10月発売。従来の「薬用ローション」の処方をベースに、薬用化粧品では日本初となる保湿成分センレンシエキスが配合され、「ブランケア成分」はユズエキスに替わってニンジンエキスを配合し、「ブランケア成分II」へ強化された。つめかえ用の「レフィル」も設定されている。
  - ザ エマルジョン【医薬部外品】（夜用乳液） - 2021年10月発売。薬用化粧品では日本初となる保湿成分センレンシエキスが配合され、「ブランケア成分」はユズエキスに替わってニンジンエキスを配合し、「ブランケア成分II」へ強化された。つけかえ用の「レフィル」も設定されている。
  - ザ クリーム【医薬部外品】（夜用クリーム） - 2021年10月発売。従来の「薬用クリーム」の処方をベースに、薬用化粧品では日本初となる保湿成分センレンシエキスが配合され、「ブランケア成分」はユズエキスに替わってニンジンエキスを配合し、「ブランケア成分II」へ強化された。また、タイプも従来のIIIとIVの2種類からIVの1種類のみとなった。
  - ザ UVエマルジョン【医薬部外品】（日中用乳液、SPF50+/PA++++） - 2022年2月発売。従来の「薬用デイエマルジョン SPF50+ PA++++」の処方をベースに、保湿成分センレンシエキスが配合され、「ブランケア成分」はユズエキスに替わってニンジンエキスを配合し、「ブランケア成分II」へ強化された。
  - 薬用トランスクリエイトエッセンス【医薬部外品】（透明感エッセンス）
  - 薬用バイタライジングクリーム【医薬部外品】（ハリ美容クリーム） - 2015年11月に「薬用エクストラクリエイトバイタライジングクリーム」をリニューアル。
  - 薬用リンクルエッセンス【医薬部外品】（部分用美容液）- 2019年10月発売
  - イルミネイティング セラム【医薬部外品】（美白美容液） - 2022年3月発売。従来の「薬用美白エッセンス」の処方をベースに、「ブランケア成分」はユズエキスに替わってニンジンエキスを配合し、「ブランケア成分II」へ強化。つけかえ用の「レフィル」が新たに設定された。
  - イルミネイティング スティックセラム【医薬部外品】（スティック状美白美容液） - 2022年3月発売。従来の「薬用美白スティック」の処方をベースに、「ブランケア成分」はユズエキスに替わってニンジンエキスを配合し、「ブランケア成分II」へ強化された。
  - 薬用ホワイトクリエイトコンセントレートマスク【医薬部外品】（美白マスク）
  - 薬用ホワイトクリエイトアフェクティブマッサージ【医薬部外品】（美白マッサージクリーム）
  - 薬用美白マッサージパック【医薬部外品】 - 2015年5月発売。従来発売されていた「薬用ホワイトクリエイトマッサージパック」の後継製品である。
  - 薬用美白プロテクター【医薬部外品】（日やけ止め） - 2015年4月発売
  - 薬用美白ハンドクリーム【医薬部外品】（ハンドケア） - 2012年10月発売
- ベースメイク
  - ロングラスティングプライマー（SPF20/PA++） - 2021年9月発売
  - モイスチュアライジングプライマー（SPF20/PA++） - 2021年9月発売
  - 潤白美肌 ブライトアップカバーベース（SPF32/PA++） - 2019年11月発売
  - 潤白美肌 パウダーファンデーション（SPF21/PA+++） - 2013年4月発売。2020年7月にリニューアルされ、SPF値・PA値が変更となった（SPF28/PA++ → SPF21/PA+++）
  - 潤白美肌 リキッドファンデーション（SPF25/PA++） - 2014年3月発売
  - ジェルクリーミーファンデーション（SPF23/PA++） - 2021年9月発売
  - 潤白美肌ルースパウダー（おしろい） - 2014年3月発売
  - 潤白美肌プレストパウダー（おしろい） - 2018年8月に「トランスクリアホワイト フィニッシュパウダー プレスト」をリニューアル
  - トランスクリアホワイト コンシーラー スティック（SPF30/PA++）

### est（エスト）
百貨店向けに発売されているブランド。発売当初より「ソフィーナ」から独立したブランドで展開されていたが、2017年9月のリステージにより「ソフィーナ」のブランドへ移行され、「ソフィーナ」の製品情報サイトにも掲載されるようになった。詳細はエスト (化粧品)を参照。

### RiSE（ライズ）
主に25歳から30代に向けたブランド。「ソフィーナ ボーテ」の発売に伴い、取扱アイテムは縮小傾向にある。
- ローション
- ミルク
- クリーム
- UVカットミルク - SPF24/PA+++とSPF50+/PA+++の2タイプがある。
- UVカットクリーム（SPF24/PA+++）

### VITAL RICH（バイタルリッチ）
40代以上に向けたブランド。「ソフィーナ ボーテ」の発売に伴い、取扱アイテムは縮小傾向にある。
- ローション
- ミルク
- クリーム
- UVカットミルク - SPF24/PA+++とSPF50+/PA+++の2タイプがある。
- UVカットクリーム（SPF24/PA+++）

### ソフィーナ ハリ美容液
- ハリ美容液 - 2021年1月に従来の「ソフィーナ リフトプロフェッショナル ハリ美容液EX」をリニューアル。従来品同様、ポンプを付け替えて使用する内容器のみのレフィル（つけかえ用）が設定されている。

### SOFINA WrinkleProfessional（ソフィーナ リンクルプロフェッショナル）
2020年3月に発売された部分用美容液ブランド
- シワ改善美容液【医薬部外品】

### Primavista（プリマヴィスタ）
2008年9月に発売されたベースメイクブランド。「Primavista（プリマヴィスタ）」とは、イタリア語で「一目で」という意味。
- 化粧下地
  - スキンプロテクトベース<皮脂くずれ防止>（SPF20/PA++） - 2021年5月に従来の「皮脂くずれ防止化粧下地UV」を改良。外箱はフィルムを無くした紙製素材を用い、パッケージデザインも刷新。容器も一部植物由来原料を使用。また、本品からパッケージに「SOFINA」ロゴが表示されなくなった。
  - スキンプロテクトベース<皮脂くずれ防止>トーンアップ（SPF20/PA++） - 2021年7月発売。「スキンプロテクトベース<皮脂くずれ防止>」をベースに、ピンクのトーンアップ機能をプラスしたタイプ。
  - スキンプロテクトベース<皮脂くずれ防止>SPF50（SPF50/PA+++） - 2022年5月発売。「スキンプロテクトベース<皮脂くずれ防止>トーンアップ」をベースに、SPF値・PA値を共にアップするとともに、肌悩みに合わせたカラーリングに変更したタイプ。色ムラカバーのベージュ、くすみカバーのラベンダー、赤みカバーのメロン、黄ぐすみカバーのフレンチブルーの4色。
  - スキンプロテクトベース<皮脂くずれ防止>超オイリー肌用 - 強い耐汗・耐皮脂性を持つタイプで黒の外箱と容器を採用。2022年5月（ECサイトでは同年3月）に「皮脂くずれ防止化粧下地 超オイリー肌用（2019年3月発売）」をリニューアルし、製品名を変更。皮脂固化粉体を1.3倍に増量。店頭での発売も開始されたため、ソフィーナの製品情報サイトに掲載されるようになった。
  - スキンプロテクトベース<乾燥くずれ防止>（SPF20/PA++） - 2021年10月発売。2種類の皮膜剤と皮脂固化粉体の組み合わせを採用し、従来の「かさつき・粉ふき防止化粧下地」よりも保湿成分が増量された。
  - 毛穴・色ムラカバー化粧下地（SPF20/PA++） - 2011年2月発売、2015年8月に「高密着性ポリマー」の配合によりカバー持続力を向上してリニューアル。
- ファンデーション
  - ダブルエフェクト パウダー（SPF25/PA++） - 2022年1月発売。パウダータイプ。レフィルは歴代の「プリマヴィスタ」のファンデーションケースにもセット可能な互換性がある。
  - ナチュラルグロウ ラスティングリキッド（SPF31/PA+++） - 2020年2月発売。2019年11月に製造を終了した「くずれにくい 化粧のり実感リキッドファンデーションUV」の後継製品。
  - モイストグロウ ラスティング リキッド（SPF23/PA+++） - 2021年10月発売
  - クリーミィコンパクトファンデーション（SPF33/PA++）
- おしろい
  - 化粧もち実感おしろい - 2014年5月に従来の「フェイスパウダー<ルース>」を改良。2016年12月に「ミニサイズ」を数量限定品として追加発売。2018年5月に「伸縮ネット」を採用し、内容量を増量（ミニサイズ:4.5g→4.8g、標準サイズ:12g→12.5g）するリニューアルが行われ、「ミニサイズ」を通年発売としたが、2022年7月製造終了。
  - 化粧もち実感おしろい 超オイリー肌用 - 2020年3月発売。皮脂固化粉体を配合、球状流体を通常品（化粧もち実感おしろい）より増量し、耐皮脂性能を高めた超オイリー肌用。外箱・容器のふた・パフの手掛部の色をブラックとし、通常品と区別されている。ミニサイズ（4.8g）のみの設定で、一部ECサイト限定発売（本品はソフィーナ製品情報サイトには未掲載）。
- コンシーラー
  - スティックコンシーラー（SPF20/PA++）- 2019年10月発売
  - 美容液コンシーラー<アイゾーン>（SPF15/PA++） - 2009年9月発売。2022年春にパッケージデザインが変更となり、外装を紙箱に変更した。

### Primavista Dea（プリマヴィスタ ディア）
2011年11月に発売された主に50代以上に向けたベースメイクブランド。「Dea（ディア）」とは、イタリア語で「女神」という意味。
- 明るさアップ化粧下地 ナチュラルタイプ（SPF20/PA++） - 発売当初は「明るさアップ化粧下地 透明感アップ」の製品名で発売されていたが、2017年11月のリニューアルで改名された。
- 明るさアップ化粧下地 カバータイプ（SPF20/PA++） - 2013年11月発売。発売当初は「明るさアップ化粧下地 カバーアップ」の製品名で発売されていたが、2017年11月のリニューアルで改名された。
- 肌色トーンアップパウダーファンデーションUV（SPF25/PA++）
- ぱっと明るさ実感リキッドファンデーションUV（SPF25/PA++） - 2015年12月発売
- 明るさアップおしろい（ルース） - 2012年11月発売

### FINE-FIT（ファインフィット）
ベースメイクブランド。2011年からラインナップを拡大している。
- うるおい化粧下地（SPF20/PA++） - 2011年9月発売
- くずれにくい化粧下地（SPF30/PA+++） - 2012年6月発売
- パウダーファンデーションUV ロングキープEX（SPF25/PA++） - 2011年5月発売
- ベースファンデーションUV ロングキープリキッド（SPF24/PA++）
- ベースファンデーションUV ミルキィタイプ（SPF24/PA++）
- ベースファンデーションUV しっかりカバータイプ（SPF33/PA++）
- ソフトニュアンス オンヴェール（おしろい）

### AUBE（オーブ）
メイクアップブランド。2008年12月に「AUBE couture」が発売されたことに伴って、2010年12月で一度販売を終了していたが、2017年11月発売の製品のから再び「AUBE」に戻された。詳細はAUBE (化粧品)を参照。

### 販売終了品

#### スキンケア
- フェイスバランス - VERY VERYへ継承
- エモリエル - RiSEへ継承
- クレピュア
- モイスチュアベール
- 大人の毛穴ケア ひきしめエッセンスEX - 2012年3月販売終了
- REPAIR PROGRAM （リペアプログラム）
- セラティ - リンクルセラティへ継承
- 薬用ホワイトニング クリアEX
- 薬用ホワイトニング ディープホワイト
- 薬用ホワイトニング ディープサイエンス - メモリーホワイトへ継承
- 薬用ホワイトニング メモリーホワイト - ソフィーナ薬用ホワイトニングへ継承
- ソフィーナ薬用ホワイトニング - ソフィーナホワイトニングへ継承
- ソフィーナ ホワイトニング - ソフィーナ ホワイトプロフェッショナルへ継承
- オイルクリアミスト
- SOFINA CLEANSE（ソフィーナ クレンズ） - 「ソフィーナ 乾燥肌のための美容液洗顔シリーズ」発売のため、2018年9月製造終了
- ソフィーナ オイルメイク落とし - 「ソフィーナ 乾燥肌のための美容液メイク落とし<オイル>」発売のため、2018年9月製造終了
- ソフィーナ クッション泡洗顔料 - ペーストタイプの洗顔料。泡立てネット同梱。「ソフィーナ 乾燥肌のための美容液洗顔料<クッション泡>」発売のため、2018年9月製造終了
- ライズ ローションⅠ（とてもさっぱり） - 2009年6月販売終了
- ライズ ミルクⅠ（とてもさっぱり） - 2009年6月販売終了
- ライズ ミニセット - ローションとミルクのセット。2009年6月販売終了
- バイタルリッチ ローションⅠ（とてもさっぱり） - 2009年6月販売終了
- バイタルリッチ ミルクⅠ（とてもさっぱり） - 2009年6月販売終了
- バイタルリッチ ミニセット - ローションとミルクのセット。2009年6月販売終了
- ソフィーナボーテ ジェルメイク落とし - 「ソフィーナ 乾燥肌のための美容液メイク落とし<ジェル>」発売の為、2018年9月製造終了
- ソフィーナボーテ クリームメイク落とし - 「ソフィーナ 乾燥肌のための美容液メイク落とし<クリーム>」発売の為、2018年9月製造終了
- ソフィーナボーテ 洗顔もできる泡メイク落とし - 「ソフィーナ 乾燥肌のための美容液メイク落とし<洗顔もできる泡>」発売の為、2018年9月製造終了
- ソフィーナボーテ 美容液洗顔料 - 「ソフィーナ 乾燥肌のための美容液洗顔シリーズ」発売のため、2018年9月製造終了
- ソフィーナボーテ 泡マッサージケア洗顔料 - 泡の出るキャップ付きの本体（170g）より1.3倍の230gと大容量サイズとしたつけかえも発売されていた。2021年8月製造終了。
- ソフィーナボーテ リンクル美容シート - 2021年8月製造終了
- ソフィーナボーテ デイプロテクター
- WRINKLE SERATY（リンクルセラティ） - リフトアップマスクは2009年6月、エッセンスとリフトアップシートは2021年8月に順次製造を終了し、ブランドを終息。
- VERY VERY（ベリーベリー） - 2010年9月で販売終了し、SOFINA jenneへ継承
- SOFINA WhiteProfessional（ソフィーナ ホワイトプロフェッショナル） - 医薬部外品の美白美容液。2022年3月に製造を終了し、「ソフィーナiP」へ統合された。
- HADAKA - 2010年9月で販売終了し、SOFINA jenneへ継承
- ソフィーナジェンヌ リキッドメイク落とし
- ソフィーナジェンヌ ミルク洗顔料
- ソフィーナジェンヌ Tゾーンさらさらムース
- ソフィーナジェンヌ 2週間実感セット
- パーフェクトUV ルーセント - 2010年9月販売終了
- パーフェクトUV ニュアンスアップ - 2010年9月販売終了
- パーフェクトUV 薬用ホワイトプロテクト【医薬部外品】（SPF50+/PA+++）
- グレイスソフィーナ 薬用 クリームメイク落とし【医薬部外品】
- グレイスソフィーナ 薬用 ミルク洗顔料【医薬部外品】
- グレイスソフィーナ 薬用 濃厚とろみ化粧水 - 「薬用 美白化粧水<濃厚とろみ>」に継承
- グレイスソフィーナ 薬用 濃厚こくクリーム - 「薬用 夜の美白クリーム<濃厚こく>」に継承
- グレイスソフィーナ 薬用 美容液パック【医薬部外品】
- グレイスソフィーナ 薬用 集中アイクリーム【医薬部外品】
- アルブラン 薬用ローション【医薬部外品】 - 2021年10月に製造を終了し、「ザ ローション」へ継承。
- アルブラン 薬用エマルジョン【医薬部外品】 - 2021年10月に製造を終了し、「ザ エマルジョン」へ継承。
- アルブラン 薬用クリーム【医薬部外品】 - 2021年10月に製造を終了し、「ザ クリーム」へ継承。
- アルブラン 薬用ホワイトクリエイトマッサージパック（美白マッサージパック） - 2012年2月発売。「薬用美白マッサージパック」に継承。
- アルブラン 薬用美白エッセンスEX アクティベートムース【医薬部外品】（泡状美白美容液） - 2018年3月製造終了
- アルブラン 薬用デイエマルジョン SPF30【医薬部外品】（日中用乳液、SPF30/PA++++） - 2022年1月製造終了
- アルブラン 薬用デイエマルジョン SPF50+【医薬部外品】（日中用乳液、SPF50+/PA++++） - 2022年1月に製造を終了し、「ザ UVエマルジョン」へ継承。
- アルブラン 薬用美白エッセンス【医薬部外品】 - 2022年3月に製造を終了し、「イルミネイティングセラム」へ継承。
- アルブラン 薬用美白スティック【医薬部外品】 - 2022年3月に製造を終了し、「イルミネイティングスティックセラム」へ継承。

#### ファンデーション
- LASTING （ラスティング）- 2000年8月で販売終了し、RAYCIOUSへ継承
- AUBE FACE DESIGNING （オーブ フェイスデザイニング）- 2000年3月で販売終了し、RAYCIOUSへ継承
- シースルーファンデーション - 2000年3月で販売終了し、RAYCIOUSへ継承
- RAYCIOUS （レイシャス）- 2008年8月で販売終了し、Primavistaへ継承
- NATURAL COVER （ナチュラルカバー）- ファインフィット しっかりカバータイプへ継承
- 美肌おしろい - ファインフィット ソフトニュアンス オン ヴェールへ継承
- ファインフィット ベースファンデーションUV エッセンスクリームタイプ（SPF24/PA++）
- ファインフィット アイゾーン ビューティ（目もと用コントロールカラー）
- ファインフィット スポッツカバー スペシャリスト（コンシーラー）
- グレイスソフィーナ ファンデーション スペリア メイクアップベース（化粧下地） - 2012年10月販売終了
- グレイスソフィーナ ファンデーション スペリア スムースリキッドファンデーション - 2012年10月販売終了。「プリマヴィスタ ディア 肌色トーンアップリキッドファンデーションUV」が代替製品となる。
- グレイスソフィーナ ファンデーション スペリア フィニッシングパウダー（おしろい） - 2012年10月販売終了。「プリマヴィスタ ディア 明るさアップおしろい（ルース）」が代替製品となる。
- アルブラン トランスクリアホワイト メイクアップベース
- アルブラン トランスクリアホワイト ファンデーションUVパウダー - アルブラン 潤白美肌パウダーファンデーションへ継承
- アルブラン トランスクリアホワイト ファンデーションUVリキッド - アルブラン 潤白美肌リキッドファンデーションへ継承
- アルブラン トランスクリアホワイト ファンデーションUVクリーム - アルブラン 潤白美肌クリームファンデーションへ継承
- アルブラン トランスクリアホワイト フィニッシュパウダー ルース（おしろい） - アルブラン 潤白美肌ルースパウダーへ継承
- アルブラン 潤白美肌 ロングキープベース（SPF20/PA++） - 2021年9月に製造を終了し、「アルブラン ロングラスティングプライマー」へ継承。
- アルブラン 潤白美肌 モイスチュアキープベース（SPF15/PA++） - 2021年9月に製造を終了し、「アルブラン モイスチュアライジングプライマー」へ継承。
- アルブラン 潤白美肌 クリームファンデーション（SPF25/PA++） - 2021年9月に製造を終了し、「ジェルクリーミィファンデーション」へ継承。
- プリマヴィスタ モイスチュアコートベース
- プリマヴィスタ カサつき・粉ふき防止化粧下地（SPF15/PA++） - 2021年10月に製造を終了し、「プリマヴィスタ スキンプロテクトベース<乾燥くずれ防止>」へ継承。
- プリマヴィスタ フェイスパウダー<ルース>- プリマヴィスタ 化粧もち実感おしろいへ継承
- プリマヴィスタ 化粧のり実感リキッドファンデーションUV<くずれにくいタイプ>（SPF25/PA++） - プリマヴィスタ くずれにくい 化粧のり実感リキッドファンデーションUVへ継承
- プリマヴィスタ くずれにくい 化粧のり実感リキッドファンデーションUV（SPF25/PA++）　- 2019年11月製造終了。2020年2月発売の「プリマヴィスタ ナチュラルグロウ ラスティングリキッド」が代替製品となる。
- プリマヴィスタ きれいな素肌質感 パウダーファンデーションUV（SPF25/PA++） - 2017年2月に従来の「くずれにくい 化粧のり実感パウダーファンデーションUV」の後継製品として「きれいな素肌質感パウダーファンデーションUV」を発売。2019年2月に製品名が変更された。2022年1月に製造を終了。「ダブル エフェクトパウダー」へ継承。
- プリマヴィスタ コンシーラー<スポッツカバー>（SPF27/PA++） - 2019年7月製造終了

## 現在のイメージキャラクター
- 高橋文哉（2023年11月 - 、SOFINA iP 基礎化粧液、土台化粧液）[1]
- 松本若菜（2024年4月 - 　SOFINA iP 薬用シワ改善泡セラム）

## 過去のイメージキャラクター
- 小林千登勢（1983年、基礎化粧品）※ 番組中の生CMに出演
- 相沢早苗（クリーミィファンデーション、パウダーファンデーションなど）※ 番組中の生CMに出演
- 北原遥子（1984年、基礎化粧品）
- 山本博美（1985年、メイククリアジェル、フェイスクリア）
- 安田成美（1984年 - 1991年・2015年、口紅、ファンデーション、メイクアップ、SOFINA White Professonal、SOFINA Lift Professonal）※ 以下、高林由紀子とのシリーズ共演のほか黒木瞳・高橋惠子・賀来千香子ら多数の女優と共演バージョンあり
- 高林由紀子（1985年 - 1988年、基礎化粧品ファンデーション、バイタルリッチなど）※ 安田成美とのシリーズ共演のほか黒木瞳・三田佳子と共演
- 黒木瞳（1986年 - 1991年・2007年 - 2010年、口紅、基礎化粧品、GRACE SOFINA (グレイスソフィーナ)）※ 安田成美・高林由紀子と共演バージョンあり
- 三田佳子（1988年、バイタルリッチ）※ 高林由紀子と共演
- 高橋惠子（1985年 - 1989年、口紅、メイククリアジェルなど）※ 安田成美・つみきみほ・高木美保と共演バージョンあり
- つみきみほ（1987年 - 1989年）※ 安田成美・高橋惠子と共演
- 高木美保（1988年 - 1990年、基礎化粧品 UVケアミルク）※ 高橋惠子・白島靖代・賀来千香子と共演バージョンあり
- 白島靖代（1988年、基礎化粧品 UVケアミルク）※ 高木美保と共演
- 石川秀美（1988年、リキッドファンデーションUV）※ 和久井映見と共演
- 和久井映見（1988年 - 1989年、リキッドファンデーションUV、基礎化粧品） ※ 石川秀美・賀来千香子と共演
- 賀来千香子（1989年 - 1991年、基礎化粧品、フェイスクリア、リキッドUV、UVケアミルクなど） ※ 安田成美・和久井映見・高木美保と共演バージョンあり
- 島崎和歌子（1990年、ファンデーションUV）※ 安田成美と共演
- 大輝ゆう（1990年）
- 仙道敦子（1991年 - 1992年、ファンデーションUV、口紅など）
- 鈴木京香（1992年 - 1994年・1999年 - 2002年、UVケアミルク、エモリエル、FINE-FIT）
- 若尾文子（バイタルリッチ）
- 風吹ジュン（1993年 - 1996年、バイタルリッチ）
- 山口弘美（1993年、ラスティング ファンデーションUV、フェイスバランス）
- 高橋里奈（高橋リナ）（1994年 - 1996年・2004年 - 、AUBE (オーブ) 初代イメージキャラクター、ALBLANC (アルブラン)）
- 鷲尾いさ子（1994年 - 、モイスチュアミルキー、FINE-FIT）
- 葉月里緒菜（1995年 - 、ラスティング ファンデーションUV、フェイスバランス）
- 夏川結衣（1995年 - 1999年、エモリエル、薬用ホワイトニング クリアEX）
- 黒谷友香（1996年、フェイスバランス）
- 清水美沙（1996年 - 1997年、クレピュア）
- 財前直見（1990年 - ・1999年 - 、セラティ リンクルジェルなど）
- 森口博子（1997年 - 1998年、セラティ）
- 天海祐希（2000年 - 2008年、薬用ホワイトニング、大人の毛穴ケア、大人のUV）
- 森下愛子（1999年 - 、バイタルリッチ）
- 浅野温子（2000年 - 2002年、バイタルリッチ）
- 高島礼子（2004年 - 2007年、バイタルリッチ、リンクルセラティ）
- 水野美紀（2005年 - 、リペアプログラム、大人の毛穴ケア）
- 篠ひろ子（2001年 - 、グレイスソフィーナ）
- 髙橋真梨子（2006年 - 、グレイスソフィーナ）
- 酒井和歌子（2011年 - 、グレイスソフィーナ）
- 石川さゆり（2013年 - 、グレイスソフィーナ） ※ 2013年から石川・南果歩・久本雅美らそれぞれの、グレイスソフィーナ新CMを放映。
- 南果歩（2013年 - 2015年、グレイスソフィーナ）
- 菅野美穂（1998年 - ・2010年 - 2018年、ベリーベリー、SOFINA beaute、RiSE、FINE-FIT、primavista、AUBE couture、あぶらとりミスト、ソフィーナiP 土台美容液）※ 2010年からのAUBE couture 編で江角マキコと、2013年からのprimavista 編で井川遥と共演バージョンあり
- 井川遥（2002年 - ・2013年 - 、AUBE、primavista）※ 2013年からのprimavista 編で菅野美穂・石原さとみと共演バージョンあり
- 酒井若菜（2002年 - 、ベリーベリー）
- 上戸彩（2003年 - 2006年、ベリーベリー、AUBE）
- 香椎由宇（2006年 - 、HADA・KA、レイシャス パーフェクトアングルパウダー）
- KIKI（2006年 - 2007年、メモリーホワイト）
- 小林明実（AKEMI）（2006年 - 2007年、Perfect UV）
- 石田ゆり子（2008年、SOFINA beaute）
- 小泉深雪（2010年 - 2011年、SOFINA beaute）
- 江角マキコ（2010年 - 2014年、AUBE couture、SOFINA beaute 美白UV乳液、SOFINA White Professional）※ 2010年からのAUBE couture 編で菅野美穂と共演バージョンあり
- 羽田美智子（2011年、ホワイトニング）※ 松本孝美と共演
- 松本孝美（2011年、ホワイトニング）※ 羽田美智子と共演
- 加藤幸子（2011年、FINE-FIT）
- 高畑淳子（2012年 - 、クッション泡洗顔料）※ 優香と共演
- 優香（2012年 - 2015年、クッション泡洗顔料、オイルメイク落とし）※ クッション泡洗顔料編は高畑淳子と共演。2015年からのオイルメイク落とし編は単独。
- 相武紗季（2008年 - 2011年、AUBE couture、SOFINA jenne (ソフィーナ ジェンヌ)）
- 久本雅美（2011年 - 2013年、AUBE couture、Primavista Dea、グレイスソフィーナ）※ 2011年からのAUBE couture 編で佐々木希と共演バージョンあり
- 佐々木希（2011年 - 2013年、AUBE couture、SOFINA jenne）※ 2011年からのAUBE couture 編で久本雅美と共演バージョンあり
- 石原さとみ（2013年 - 、primavista、AUBE couture）※ 2013年からのprimavista 編で井川遥と共演バージョンあり
- 鈴木保奈美（2015年 - 、Primavista Dea、AUBE couture）
- 森絵梨佳（2018年 - 2021年、ソフィーナ iP 土台美容液、ダブル美容液）
- 森七菜（2022年 - 、primavista）

### ベースメイクの歴代イメージモデル
LASTING（ラスティング）
- 山口弘美（1993年、ラスティング ファンデーションUV）
- 葉月里緒菜（1995年 - 、ラスティング ファンデーションUV）
- 北浦共笑（1995年 - 1996年、ラスティング ファンデーションUV）
- 瀬戸朝香（1998年 - 、ラスティング ファンデーションUV）

RAYCIOUS（レイシャス）
- 宝生舞（2000年 - 、レイシャス 透明発色ファンデーション） ※ 2000年春の発売と同時に爆発的ヒットの火付け役となった。
- 冨永愛（2002年、レイシャス レイグラデーションパウダー） ※ 起用されるも異例の早さで契約終了。
- 木村佳乃（2002年頃 - ）
- 矢田亜希子（2003年 - 2005年頃）
- 香椎由宇（2006年 - 、レイシャス パーフェクトアングルパウダー）
- 山田優（2006年、）※ 2006年まで現在花王の子会社であるカネボウ化粧品のキャラクターを務めていた。
- 吉川ひなの（2006年、レイシャス オーラチェンジファンデーション）

### メイクアップの歴代イメージモデル
AUBE（AUBE coutureを含む）
※ 2008年末からAUBE couture（オーブ クチュール）に順次リニューアル。2024年8月末に販売終了。
- 高橋里奈（高橋リナ）（1994年 - 1996年、AUBE初代イメージキャラクター）
- 上原さくら（1997年 - ）
- 浜崎あゆみ（1999年）
- ケリー・チャン（2000年頃）
- hitomi（2001年）
- 内田有紀（2001年）
- 井川遥（2002年 - ）
- 片瀬那奈（2004年）
- 上戸彩（2005年 - ）
- 梨花（2007年）
- 相武紗季（2008年 - 、AUBE couture）
- 菅野美穂（2008年 - 、AUBE couture）
- 江角マキコ（2010年 - 、AUBE couture）
- 久本雅美（2011年 - 、AUBE couture）
- 佐々木希（2011年 - 、AUBE couture）
- 石原さとみ（2013年 - 、AUBE couture）
- 多部未華子（2015年、AUBE couture）
- 吉田羊（2015年 - 2017年、AUBE couture）
- 鈴木保奈美（2016年、AUBE couture）
- TWICE（2019年 - 、AUBE couture ではなくAUBE名のCM）

## CMソング
- EPO「三番目の幸せ」（1987年 - ）。読みは「三番目の幸せ」。ソフィーナのキャンペーンソングとしてEPOが作詞・作曲した。安田成美・高林由紀子共演CMあたりから若尾文子出演CM頃まで長く採用された。
- 浜崎あゆみ「Trust」（1998年上原さくら出演CM）・「Boys & Girls」（1999年浜崎出演CM）・「appears」（1999年浜崎出演クリスマスCM）の3曲が、AUBE（オーブ）のタイアップソングに採用された。「浜崎あゆみ#タイアップ一覧」も参照。